# Piatigorsk
Piatigorsk (en russe : Пятигорск, littéralement « Cinq montagnes ») est une ville et une station thermale du kraï de Stavropol, dans le sud de la Russie d'Europe et au pied du Caucase. Sa population s'élevait à 146 267 habitants en 2021. La ville est devenue le siège du district fédéral du Nord-Caucase, lors de la création de celui-ci en janvier 2010. La ville est la seule capitale de district fédéral en Russie à ne pas être la capitale d'un sujet, Stavropol étant la capitale du kraï.

## Géographie
Piatigorsk est située sur un petit plateau, à 600 mètres d'altitude, au pied des monts Bechtaou (1 401 m) et Matchouk (993 m) et de trois autres montagnes isolées de la chaîne principale du Caucase, qui abritent la ville des vents du nord. Le sommet enneigé de l'Elbrouz est visible au sud. Piatigorsk est arrosée par la rivière Podkoumok, un affluent de la Kouma. Elle est située à 141 km au sud-est de Stavropol.
Le climat de Piatigorsk est modérément continental et ne connaît pas de forte amplitude de températures annuelles ou journalières. L'été est normalement chaud : la température moyenne de juillet est 22 °C. L'hiver est relativement doux avec une moyenne de janvier de −4 °C, et dure de deux à trois mois. Le printemps est précoce et frais, et la transition avec l'été est brève. L'automne est chaud, sec et long. L'humidité relative de l'air varie de 54 à 80 %. Il y a une moyenne de 98 jours de soleil par an.

## Histoire
La première mention de sources d'eau minérale chaudes dans la région de Piatigorsk se trouve dans les écrits du voyageur berbère Ibn Battûta, qui vint ici en 1334. Leur intérêt scientifique a été montré pour la première fois par le tsar Pierre le Grand, mais les informations recueillies par son expédition ont été perdues. L'intérêt pour ces sources fut réactivé à la fin du XVIIIe siècle, en particulier après la construction de la forteresse Konstantinogorskaïa, un avant-poste de la ligne fortifiée Azov-Mozdok. Cette petite forteresse fut bâtie en 1780 à quatre kilomètres du mont Machouk, au bord de la rivière Podkoumok. Des soldats du 16e régiment de chasseurs, qui occupaient la forteresse de Konstantinogorskaïa, remarquèrent les sources chaudes du mont Machouk. En 1793, le célèbre savant voyageur Pallas vint à Piatigorié, où des soldats lui parlèrent des vertus curatives de ces sources contre les maladies de peau, les rhumatismes, etc. D’autres savants vinrent étudier ces eaux et leur réputation grandit, si bien que des malades commencèrent à venir de toute la Russie.
Une première station thermale est construite dans le Caucase en 1803. Des études sur les propriétés médicales des eaux minérales commencent alors. Le 24 avril 1803, le tsar Alexandre Ier signe un décret qui fait des eaux minérales une propriété de l'État. Des établissements sont aménagés, le premier étant Goriachevodsk – qui fait maintenant partie de Piatigorsk – au pied du mont Machouk, puis Kislovodsk, Iessentouki et Jeleznovodsk.
La mise en service, en 1875, de la voie ferrée Rostov-sur-le-Don – Vladikavkaz déclencha un afflux de visiteurs dans les stations thermales de la région, qui furent reliées entre elles par une ligne secondaire en 1893. Pendant la guerre civile russe, Piatigorsk fut pendant quelques mois, en 1918, la capitale de l'éphémère République soviétique nord-caucasienne. À partir des années 1950, des recherches hydrogéologiques permirent à la station thermale de Piatigorsk de proposer de nouvelles qualités d’eaux minérales, notamment des eaux ayant une forte teneur en radon. La ville connut un fort développement sur les deux rives de la rivière Podkoumok, avec la construction de nouveaux sanatoriums, préventoriums et maisons de repos.

## Population

### Démographie
Recensements ou estimations de la population  :
| 1856  | 1897*  | 1926*  | 1931   | 1939*  | 1959*  | 1970*  |
| ----- | ------ | ------ | ------ | ------ | ------ | ------ |
| 6 900 | 18 440 | 53 487 | 55 607 | 61 856 | 69 617 | 93 085 |

| 1979*   | 1989*   | 2002*   | 2010*   | 2012    | 2013    | 2014    |
| ------- | ------- | ------- | ------- | ------- | ------- | ------- |
| 109 901 | 129 499 | 140 559 | 142 511 | 143 784 | 145 427 | 145 952 |

| 2015    | 2016    | 2017    | 2018    | 2019    | 2020    | 2021    |
| ------- | ------- | ------- | ------- | ------- | ------- | ------- |
| 145 971 | 145 448 | 145 836 | 145 885 | 146 262 | 147 861 | 146 267 |

### Composition ethnique
Selon les résultats du recensement de 2002, la composition de la population était la suivante : 76,2 % de Russes ; 12,3 % d'Arméniens ; 2,3 % d'Ukrainiens ; 1,4 % d'Azerbaidjanais ; 0,81 % de Grecs ; 0,63 % de Juifs ; 0,57 % d'Ossètes ; 0,54 % de Kabardes. Les autres nationalités représentent moins de 0,5 % de la population.

## Économie
L'économie de Piatigorsk repose sur la station thermale et les services annexes, mais la ville possède quelques industries. L'entreprise Piatigorskselmach fabrique des équipements pour l'aviculture. Il existe une usine d'équipements pour l'automobile, une usine de matériels électromécanique, une usine chimique, une fabrique de porcelaine et de céramique. L'industrie légère est représentée par le secteur agroalimentaire (viande, vin, lait, bière, confiserie), la fabrication de vêtements, de chaussures et de tapis.
La ville possède un tramway, le tramway de Piatigorsk. La ville est contournée par le nord et l'est par la route fédérale R217, qui relie la M4 à la frontière avec l'Azerbaïdjan en longeant le Caucase.

## Tourisme

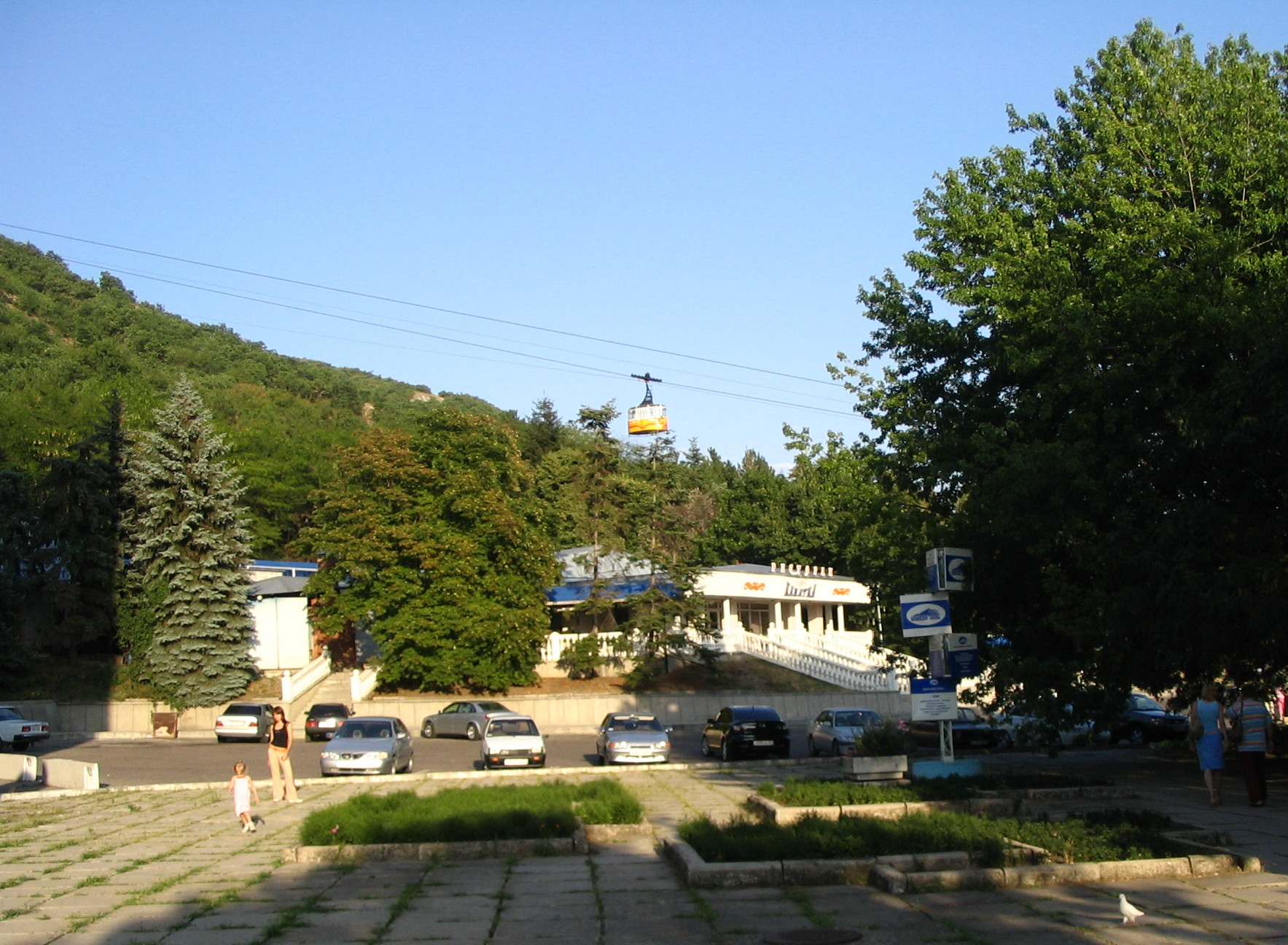
Le téléphérique vers le mont Machouk.

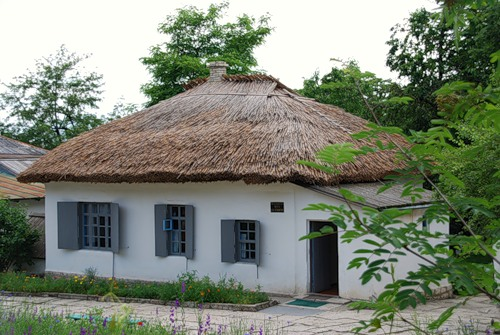
Maisonnette où Lermontov passa les deux derniers mois de sa vie.

Piatigorsk est un point de départ pratique pour de nombreuses excursions. Le versant sud du Machouk a une doline de 20 m de profondeur, la Proval, au fond de laquelle se trouve un petit lac. Le sommet du mont Machouk peut être atteint à pied ou par un téléphérique, mis en service en 1971. Au milieu des stations thermales, les pentes et le pied des monts Bechtaou, Machouk, Zmeïka, Razvalka, Jeleznaïa, Ostrov et Medovaïa sont couverts par un massif forestier de frêne, chêne, charme et hêtre.
Le musée-réserve d'État Mikhaïl Lermontov, fondé en 1973, réunit tous les sites qui rappellent le souvenir de Lermontov dans la région : l'endroit où il se battit en duel et fut tué, une nécropole, la petite maison de Lermontov, les maisons de Verziline, la maison d'Alexandre Aliabiev, la place Lermontov et le monument.
La Harpe d'Éole (en russe : Эолова Арфа, Eolova Arfa) est un petit pavillon de pierre construit dans le style classique par les frères Giuseppe et Giovanni Bernardacci en 1828. La grotte de Diane (Грот Дианы, Grot Diany) a été aménagée dans le parc Tsvetnik (Цветник) en 1830 pour commémorer la première ascension du mont Elbrouz par une expédition conduite par le général Emmanuel.

## Patrimoine religieux
Église orthodoxe russe

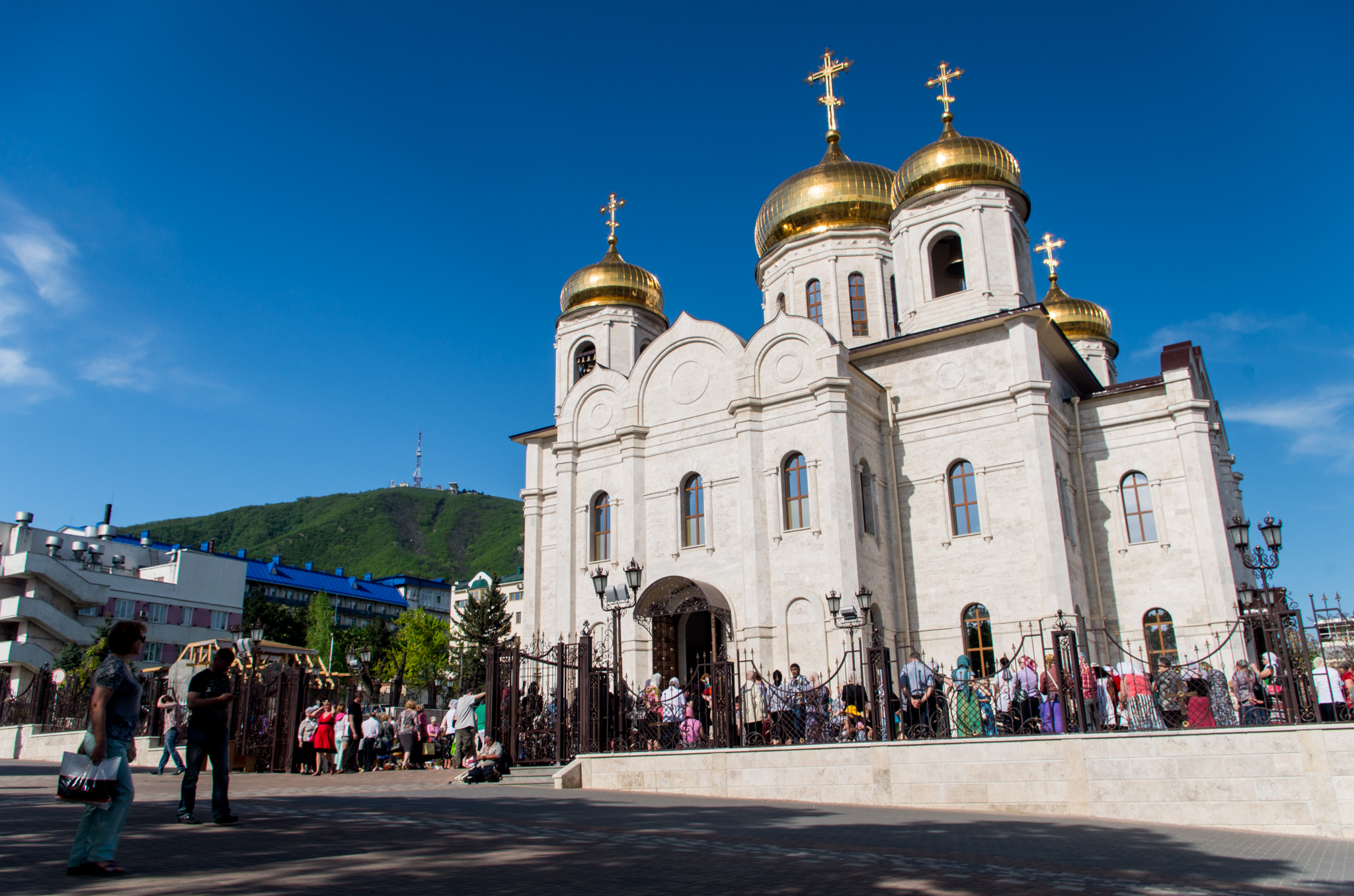
Vue de la cathédrale du Sauveur.

La cathédrale du Christ-Sauveur, siège de l'éparchie de Piatigorsk et de Tcherkessie, est construite à partir de 2011 et consacrée en décembre 2012 par le patriarche Cyrille sur l'emplacement d'une précédente église, consacrée en juin 1869 et détruite en 1936.
- Église Notre-Dame-de-Consolation
- Église Saint-Georges

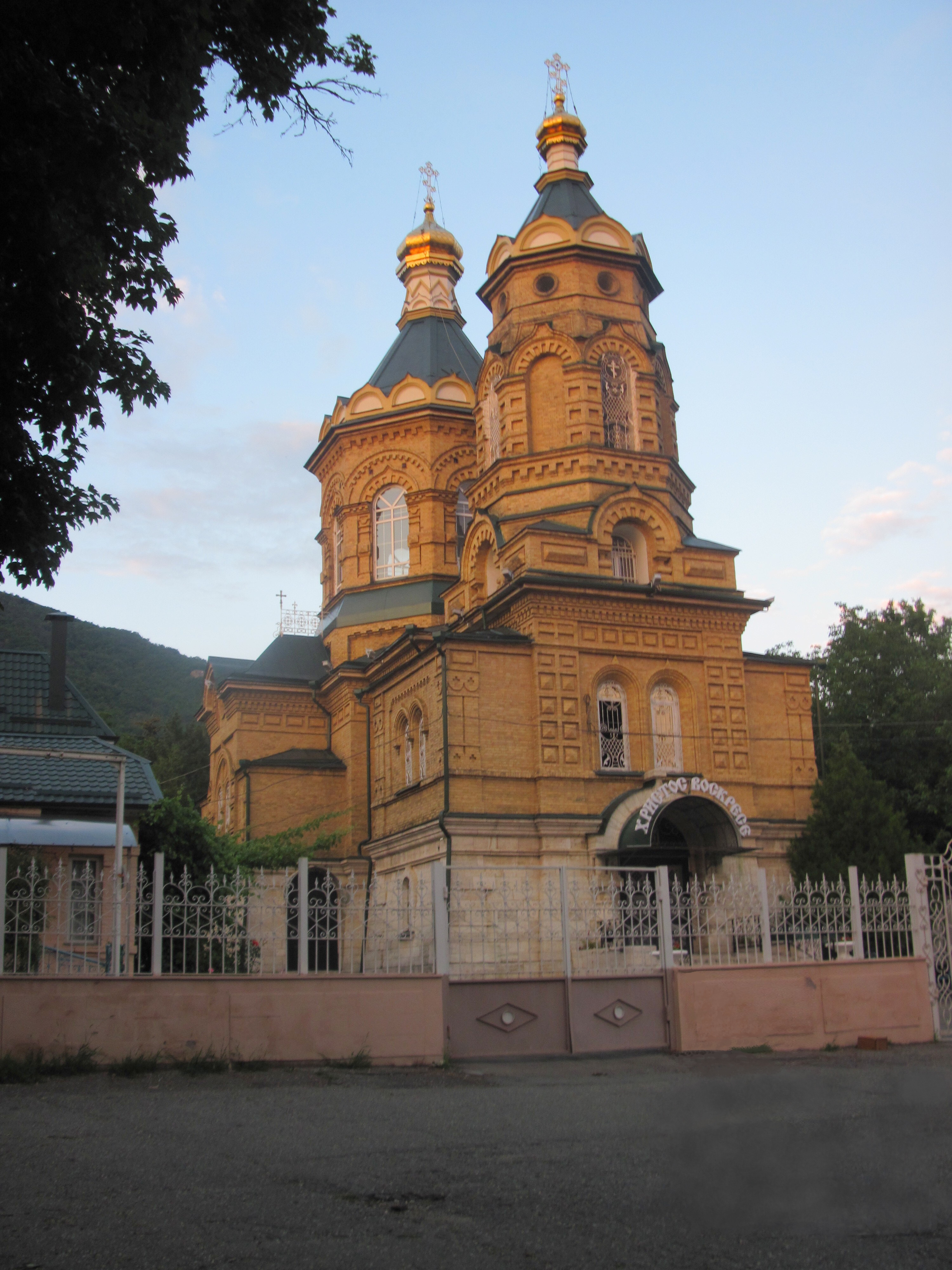
Église Saint-Lazare desservant le cimetière du même nom.

- Église Saint-Lazare, dédiée à saint Lazare, desservant le cimetière
- Chapelle Saint-Luc-de-Simféropol, desservant l'hôpital municipal n°1[3]
- Collégiale Saint-Michel-Archange, construite à la fin du XIXe siècle.
- Église Saint-Nicolas.
- Chapelle Saint-Oleg-de-Briansk[4]
- Église de la Protection-de-la-Mère-de-Dieu (village de Svoboda)
- Église Saint-Tikhon (stanitsa Konstantinovskaïa)
- Église des Trois-Grands-Saints (village de Goriatchevski)
- Église de l'Assomption
- Monastère masculin du Second-Mont-Athos (pentes du mont Bechtaou).
- Chapelle Saint-Luc de l'hôpital des Anciens Combattants[5]

Église apostolique arménienne
- Église Saint-Sarkis.

Église catholique
- Église de la Transfiguration-du-Seigneur, consacrée en 1844
- À partir de 1926 et jusqu'à la fin des années 1930, la ville était le siège d'un évêché servant la communauté allemande du Caucase[6]

Temples protestants
- Maison de prières des baptistes
- Maison de prières des adventistes-du-septième-jour

Islam
- Mosquée

Judaïsme
- Synagogue

## Sport
- FK Machouk-KMV Piatigorsk, club de football fondé en 1936.

## Personnalités
- Mikhaïl Lermontov (1814-1841), poète russe, mort à Piatigorsk
- Joseph Trumpeldor (1880-1920), activiste sioniste.